# Gymnocalycium dubniorum
Gymnocalycium dubniorum là một loài thực vật có hoa trong họ Cactaceae. Loài này được Halda & Milt mô tả khoa học đầu tiên năm 2006.